# القوات البرية الصربية
القوات البرية الصربية (صربيا: Копнина Војска / Kopnena Vojska) هو العنصر البرية القوات المسلحة الصربية، مسؤولا عن الدفاع عن السيادة والسلامة الإقليمية لصربيا من معادية الأجنبية؛ المشاركة في عمليات حفظ السلام؛ وتقديم المساعدات الإنسانية والإغاثة من الكوارث. أنشئت أصلا في عام 1838، تأسست الجيش الصربي في الدولة المنشأة حديثا يوغوسلافيا في 1918. وكان الجيش الصربي الحالي نشط منذ عام 2006 عندما استعادت صربيا استقلالها.

## الوضع الحالي

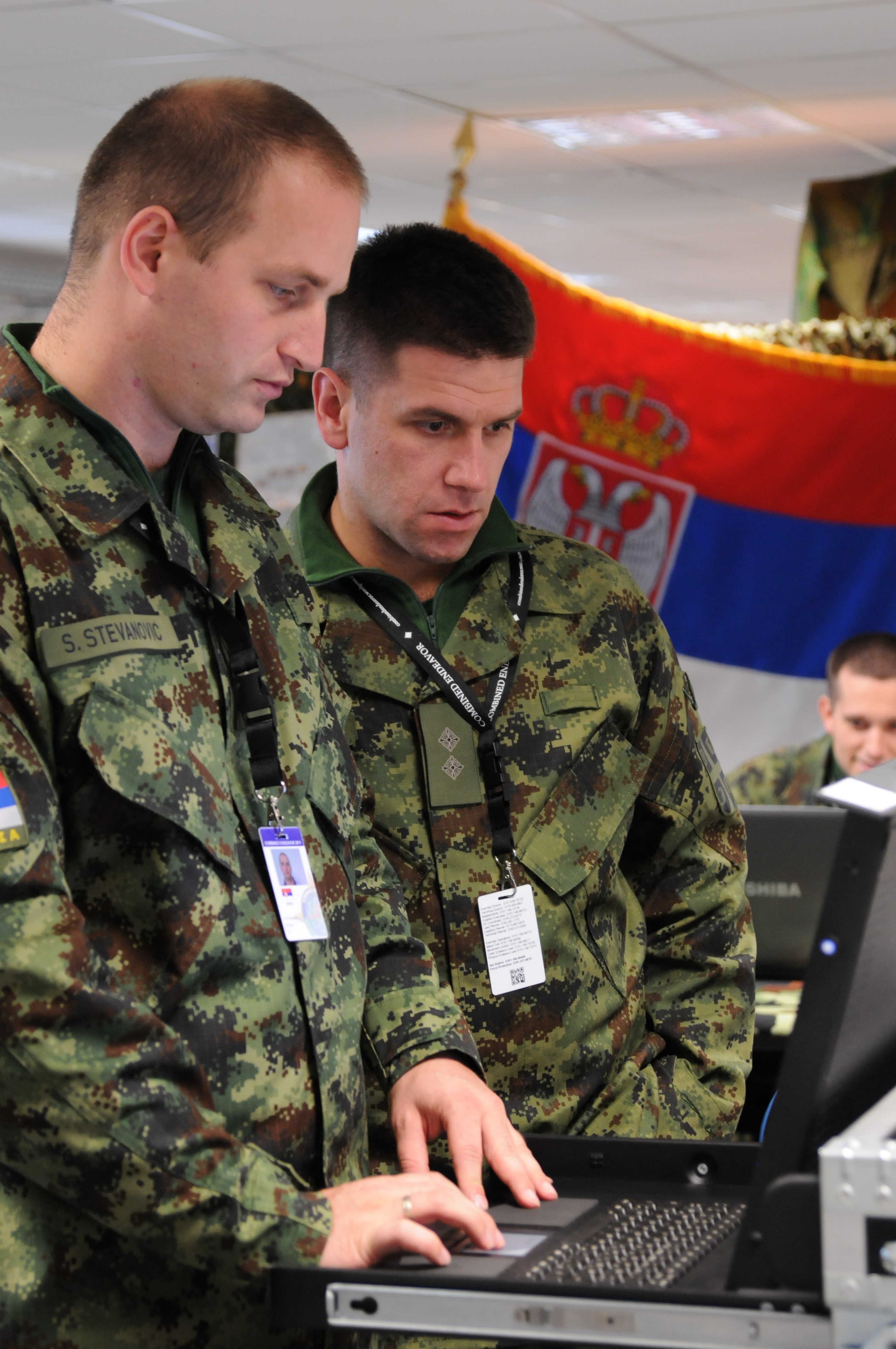
قيادة القوات البرية الصربية الملازم الأول. سرجان ستيفومفيك، على اليسار، ونيكولا جاسيموفيتش يضمنان اتصال الكمبيوتر بخوادم شبكة العمليات المشتركة في جرافينفور، ألمانيا، 9 سبتمبر 2011

الجيش الصربي هو أكبر عنصر من القوات المسلحة الصربية. هناك ما يقرب من 22,000 أعضاء فاعلين و170،000 الاحتياط. ويتكون الجيش كليا من المهنيين والمتطوعين بعد تعليق الخدمة العسكرية الإلزامية في 1 يناير، 2011.
في 2، وكلف لواء الجيش و3 4 مع ضمان 5 كم (2.5 ميل) منطقة الأمان واسعة الأرضي (GSZ) على طول الخط الإداري بين صربيا الوسطى والمنطقة المتنازع عليها من كوسوفو. وGSZ يمتد 384 كيلومترا طويلة ويغطي مساحة إجمالية قدرها حوالي 1,920 كيلومترا مربعا. هناك أكثر من 20 مخيما ونقاط التفتيش الأمنية في المنطقة.
وهناك خطط لزيادة مشاركة الجيش الصربي في العمليات الإنسانية وعمليات حفظ السلام في الخارج.

## التشكيلات والهيكل
بعد عملية إعادة التنظيم عام 2006، الجيش الصربي يتكون من ستة ألوية الأولية. كتائب الجيش الأربعة هي أكبر من لواء الحديث التقليدي، حجمها هو أقرب إلى تقسيم يتكون [بحاجة لمصدر] كل لواء جيش من عشرة كتائب: كتيبة واحدة الأوامر، كتيبة مدرعة واحدة، واثنين من كتائب ميكانيكية، كتيبتي مشاة، واحدة ذاتية كتيبة المدفعية وكتيبة الدفاع الجوي، كتيبة الهندسة وكتيبة اللوجستية واحد. والاستثناء الوحيد هو لواء الجيش 1، ويجري كتيبة مشاة واحدة قصيرة.
- قيادة الجيش (نيش)
  - كتيبة الشرطة العسكرية 3 (نيش)
  - كتيبة الشرطة العسكرية 5 (بلغراد)
  - 246 كتيبة NBC (كروسيفاتش)
  -  21 كتيبة الإشارة (نيش)

- لواء 1 (نوفي ساد)
  - 10 كتيبة القيادة
  - 11 كتيبة المشاة
  - 12TH ذاتي الدفع كتيبة المدفعية

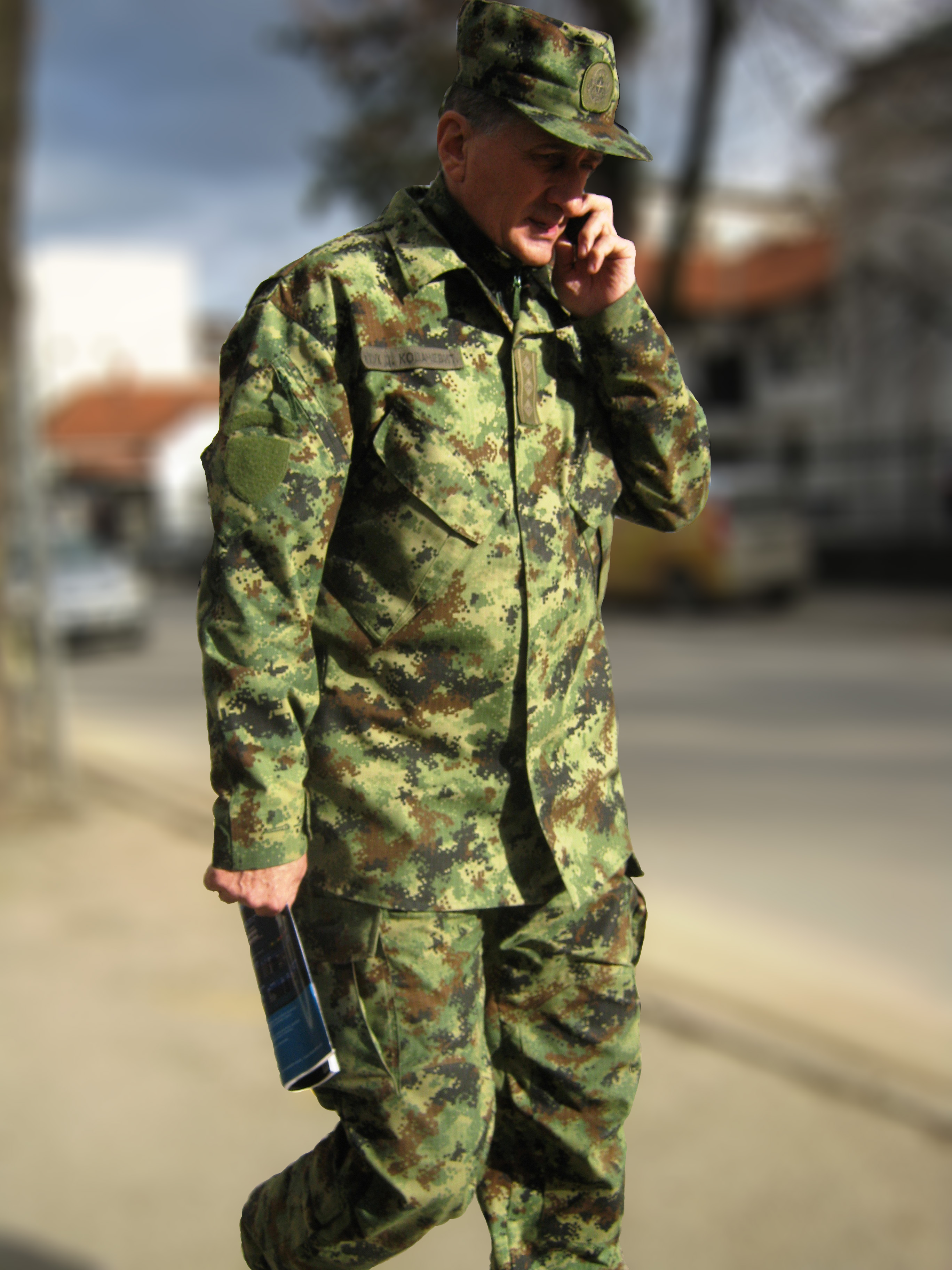
الملابس الموحدة للجيش الصربي M10

  - ذاتية الدفع قاذفة صواريخ مدفعية الكتيبة 13TH
  - 14 الدفاع الجوي كتيبة المدفعية
  - كتيبة دبابات 15
  - 16 كتيبة ميكانيكية
  - 17 كتيبة ميكانيكية
  - 18 كتيبة المهندسين
  - 19 كتيبة اللوجستية
- لواء 2 (كرالييفو)
  - 20 كتيبة القيادة
  - 21 كتيبة المشاة
  - 22 كتيبة المشاة
  - 23 ذاتي الدفع كتيبة المدفعية
  - ذاتية الدفع قاذفة صواريخ كتيبة المدفعية 24
  - 25 الدفاع الجوي كتيبة المدفعية
  - 26 كتيبة دبابات
  - 27 كتيبة ميكانيكية
  - 28 كتيبة ميكانيكية
  - 29 كتيبة اللوجستية
  - 210 كتيبة المهندسين
- لواء 3 (نيش)
  - 30 كتيبة القيادة
  - 31 كتيبة المشاة
  - 32 كتيبة المشاة
  - ذاتية الدفع الهاون كتيبة المدفعية 33
  - 34 صاروخ قاذفة متعددة الكتيبة
  - 35 الدفاع الجوي كتيبة المدفعية
  - 36 كتيبة دبابات
  - 37 كتيبة ميكانيكية
  - 38 كتيبة ميكانيكية
  - 39 كتيبة اللوجستية
  - 310 كتيبة المهندسين
- لواء 4 (فراني)
  - 40 كتيبة القيادة
  - 41 كتيبة المشاة
  - 42 كتيبة المشاة
  - ذاتية الدفع الهاون كتيبة المدفعية 43
  - 44 الصواريخ ذاتية الدفع قاذفة الكتيبة
  - 45 مدفعية الدفاع الجوي كتيبة الصواريخ
  - 46 كتيبة دبابات
  - 47 كتيبة ميكانيكية
  - 48 كتيبة ميكانيكية
  - 49 كتيبة اللوجستية
  - 410 كتيبة المهندسين
- لواء المدفعية مختلطة (نيش)
  - كتيبة القيادة
  - المختلطة الصواريخ كتيبة المدفعية
  - 1-المدفع الهاون كتيبة المدفعية
  - 2-المدفع الهاون كتيبة المدفعية
  - 3 كانون كتيبة المدفعية
  - 4 كانون كتيبة المدفعية
  - 69 كتيبة اللوجستية
- نهر أسطول (نوفي ساد)
  - قيادة الشركة
  - نهر مفرزة 1
  - نهر مفرزة 2
  - 1 عائم الكتيبة
  - الكتيبة عائم 2
  - اللوجستي كامبانج
- اللواء الخاص (بانتشيفو)
  - كتيبة القيادة
  - الكتيبة اللوجستية
  -  الشرطة العسكرية / كتيبة مكافحة الإرهاب
  -  الشرطة العسكرية الكتيبة كوبرا
  -  63 كتيبة المظليين
  -  72-الاستطلاع كتيبة الكوماندوز

## معدات

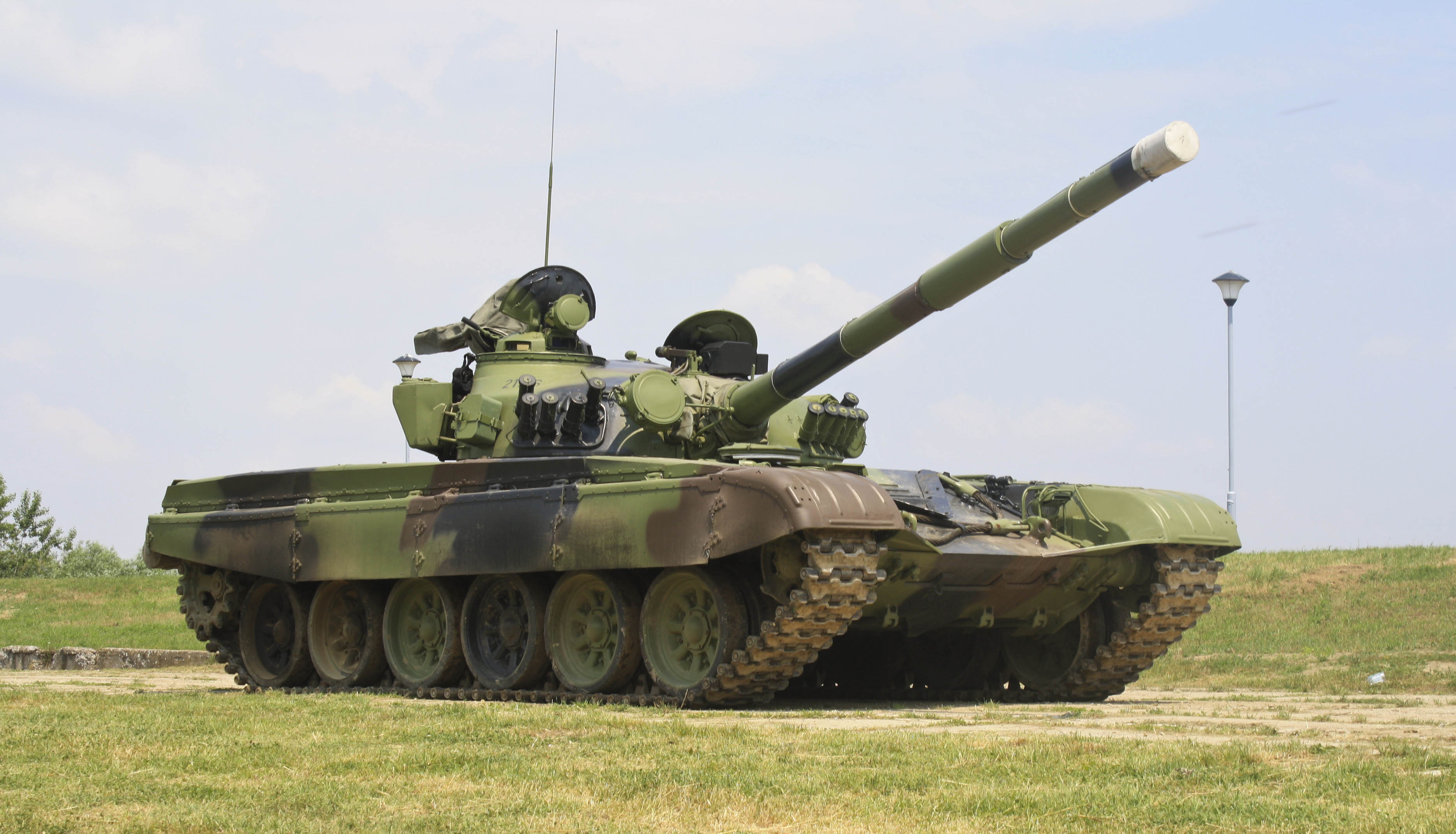
M-84A دبابة قتال رئيسية

### عربات القتال المدرعة
- M-84 دبابة قتال رئيسية[7]
- BVP M-80 مركبة قتال المشاة[7]
- BOV M-86 ناقلة جند مدرعة[7]
- BTR-50 ناقلة جند مدرعة[7]
- BRDM-2 خفيفة مدرعة[7]
- مركبة مدرعة خفيفة من طراز همفي[8]

### المدفعية

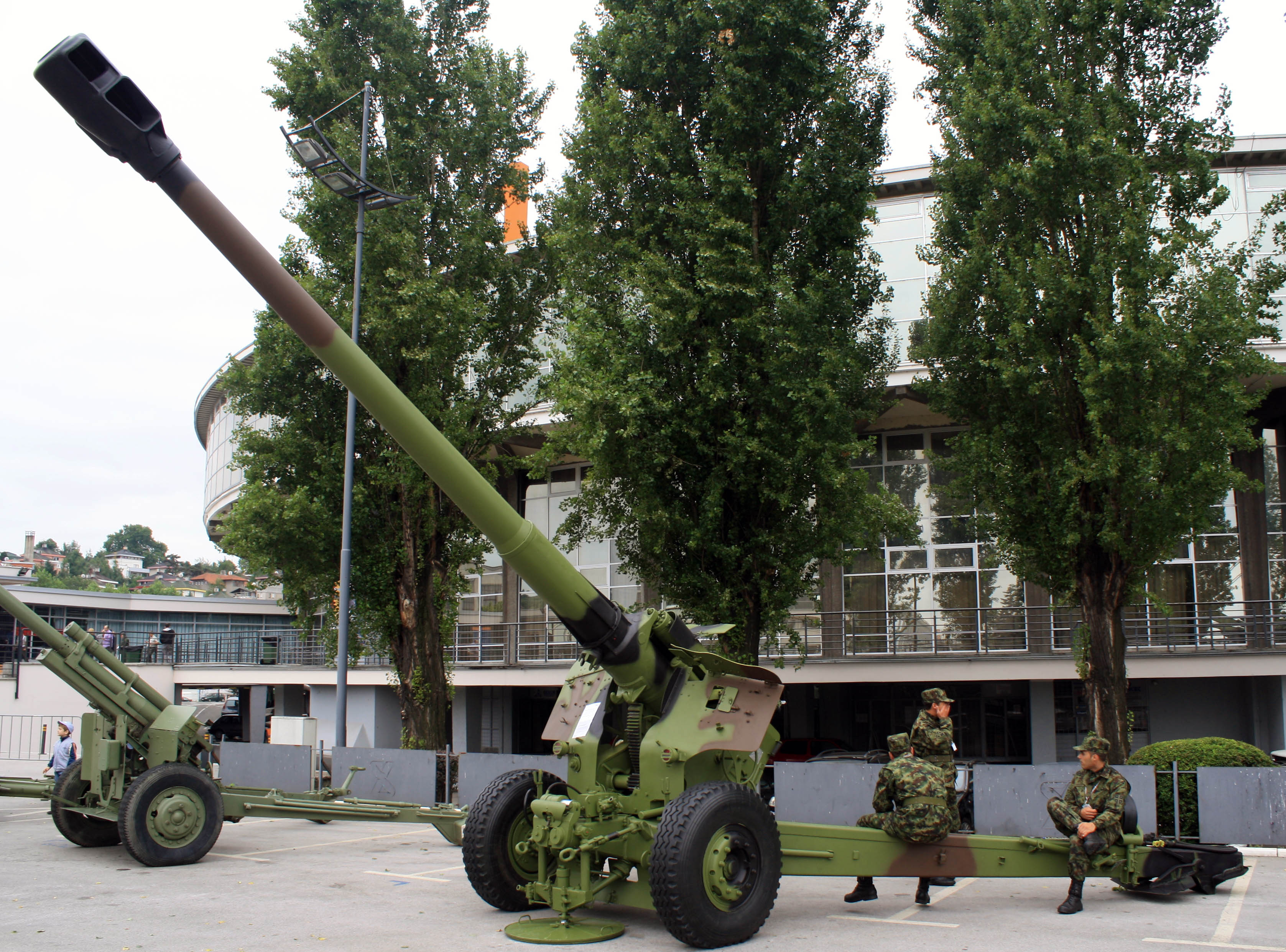
نورا 152mm هاوتزر

- D-30 الهاوتزر[7]
- M-46 مدفع ميدان[7]
- M84 NORA هاوتزر[7]
- 2S1 Gvozdika[7]
- M-63 بلامن[7]
- M77 Oganj[7]
- M-87 أوركان[7]

### المضادة للدروع

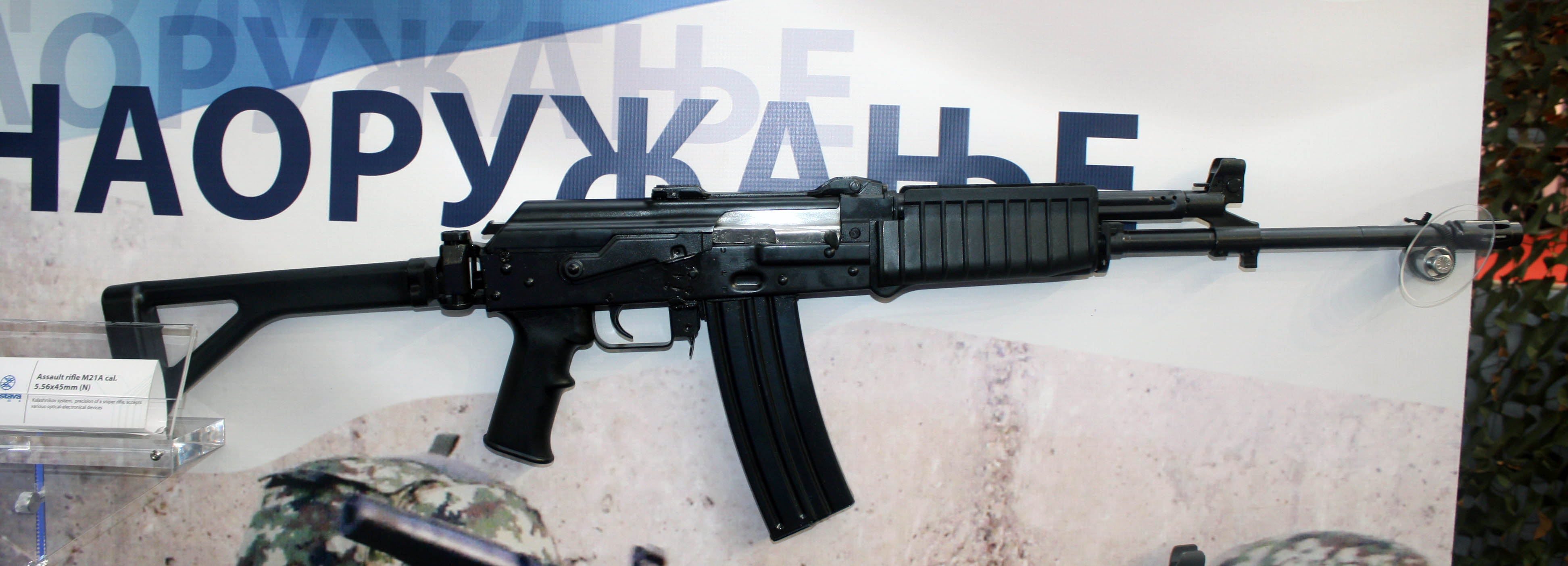
بندقية M21 زاستافا

- أوسا M79 قاذفة صواريخ مضادة للدبابات[7]
- Zolja M80 قاذفة صواريخ مضادة للدبابات[7]
- Malyutka-2T مع قاذفة محمولة حقيبة (9P111) والصاروخية 9M14-2T نظام صواريخ مضادة للدبابات[9]
- لعبة البولو M-83 بصاروخ 9M14-2T نظام صواريخ مضادة للدبابات[9]
- 9K111 وطي نظام صواريخ مضادة للدبابات[7]

### الهواء والدفاع
- بوفورز L / 70 autocannon، مسترشدة مع M85 "GIRAFFE"[7]
- 9K31 ستريلا-1[7]
- 9K35 ستريلا-10[7]
- 9K38 IGLA[7]
- ستريلا 2[7]

### الأسلحة الصغيرة
- CZ مسدس 99[7]
- بندقية M21 زاستافا[7]
- بندقية M70 زاستافا[7]
- زاستافا M72 بندقية رشاشة خفيفة[7]
- زاستافا M76 بندقية قنص[7]
- زاستافا M84 رشاش أغراض العامة[7]
- زاستافا M91 بندقية قنص[7]

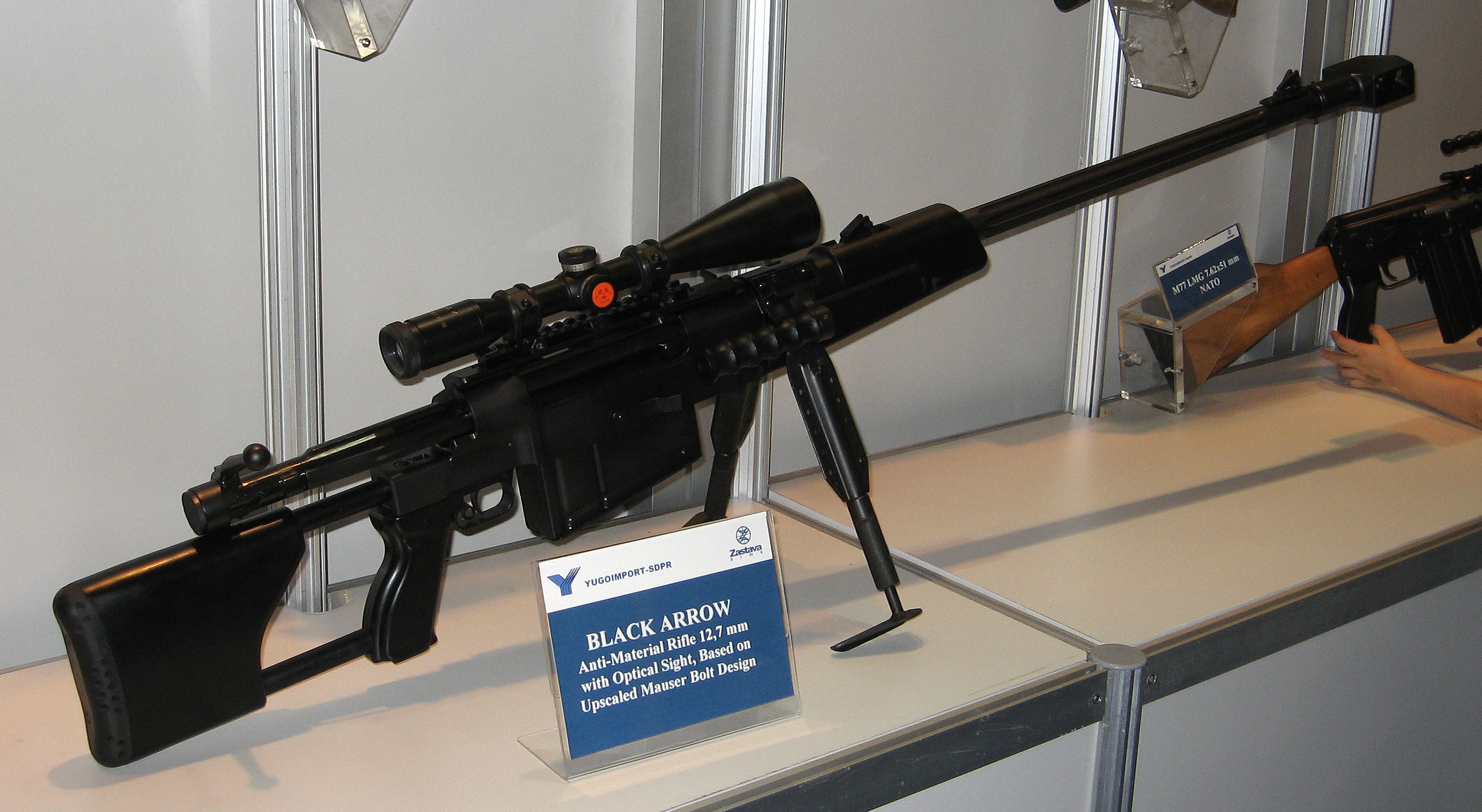
زاستافا M93 المضادة المادية بندقية

- زاستافا M93 Blackarrow بندقية مضادة للمادية[7]
- بغا قاذفة قنابل[7]
- هاون M74 / M75[7]